# Оверли (Мериленд)
Оверли (енгл. Overlea) насељено је место без административног статуса у америчкој савезној држави Мериленд.

## Демографија
По попису из 2010. године број становника је 12.275, што је 127 (1,0%) становника више него 2000. године.
| Група             | 2000.          | 2010.         |
| Белци             | 10.538 (86,7%) | 8.941 (72,8%) |
| Афроамериканци    | 1.067 (8,8%)   | 2.328 (19,0%) |
| Азијати           | 218 (1,8%)     | 395 (3,2%)    |
| Хиспаноамериканци | 169 (1,4%)     | 379 (3,1%)    |
| Укупно            | 12.148         | 12.275        |